# William Huapaya
William Sabino Huapaya Agüero (Lima, 30 de diciembre de 1955) es un exfutbolista peruano. Jugaba de delantero y la mayor parte de su carrera la pasó en Perú y España. Se hizo conocido por su paso en Alianza Lima, entre 1978 y 1982.

## Trayectoria
Huapaya fue definido como un joven y eximio goleador que destacaba tanto por su velocidad como por su dribiling, debutó en Juventud La Palma en 1976 jugando Copa Perú, como consecuencia de su buen nivel en el fútbol amateur llega a Alianza Lima en 1978.
En su paso vistiendo la blanquiazul marcó 36 goles, consiguiendo el reconocimiento en el futbol peruano y eso hizo que fuera contratado por el Deportivo La Coruña a comienzos de la década de los ochenta para allí militar entre las campañas 82/83 y 83/84.  aunque rondaba los treinta y durante su estancia en el fútbol español no dio muestras de ello: "Yo en Perú me caracterizaba por ser un delantero muy trabajador, algo desordenado. Me chocó todo: el clima, la lluvia, el frío. Teníamos que jugar con tacos altos y me sentía incomodísimo". El intermediario que había negociado entre su club de procedencia (Alianza Lima) y el cuadro coruñés era un conocido experto en el arte de vender "neveras de la Antártida"...literalmente.
Huayapa es titular en la primera temporada y en la temporada siguiente pasó a alternar en el equipo hasta que retornó a Perú en 1985 para jugar por el CNI de Iquitos, en 1987 pasó al Deportivo Municipal y finalmente se retiró del futbol en 1988, siendo parte del plantel del Defensor Lima que ascendió a primera ese año.
Culminada su carrera futbolística se puso a estudiar educación física en la Universidad Federico Villarreal de Lima y adquirir experiencia en escuelas, colegios y clubes. Con el tiempo, se sacó el título de instructor de fútbol juvenil en España y en septiembre de 2008 comenzó el curso para conseguir el de entrenador regional nivel II. Actualmente sigue radicando en su natal Lima y un par de veces es invitado a viajar a España para recibir actos conmemorativos por el Deportivo La Coruña.

## Clubes
| Club                | País   | Año         |
| ------------------- | ------ | ----------- |
| Juventud La Palma   | Perú   | 1976 - 1977 |
| Alianza Lima        | Perú   | 1978 - 1982 |
| Deportivo La Coruña | España | 1982 - 1985 |
| CNI de Iquitos      | Perú   | 1985 - 1986 |
| Deportivo Municipal | Perú   | 1987        |
| Defensor Lima       | Perú   | 1988        |

## Palmarés

### Títulos nacionales
| Título           | Club          | País | Año  |
| ---------------- | ------------- | ---- | ---- |
| Primera División | Alianza Lima  | Perú | 1978 |
| Segunda División | Defensor Lima | Perú | 1988 |